# KANE&LYNCH: DEAD MEN
『KANE&LYNCH: DEAD MEN』（ケイン&リンチ: デッドメン）は、デンマークのIO Interactive社が開発したサードパーソン・シューティングゲームである。日本ではスパイクが2008年7月10日にプレイステーション3およびXbox 360向けに発売している。
ライオンズゲートが映画化権を取得しており、2010年には主人公のケイン（Kane）役にブルース・ウィリス、相棒のリンチ（Lynch）役にはジェイミー・フォックスが決定していた。しかし、映画化は一向に進展せず、2013年には、ケイン役にジェラルド・バトラー、リンチ役にヴィン・ディーゼルの名前が挙げられた。それでも映画化は進まず、現在はお蔵入りとなっている。

## 概要
ハリウッド映画さながらの銃火器戦、カーチェイス等、裏社会を舞台とした「シネマティック・シューター」。白昼の東京の大通りにて通行人を巻き込んでの映画『ヒート』を彷彿とさせる壮絶な銃撃戦のシーン等が展開する。
傭兵組織に妻子を人質に取られたケインと、その監視役で精神異常を抱えたリンチが互いに協力しながら組織への復讐を行う。全16チャプターで、チャプターの切れ目でセーブが行われる。画面分割による2人協力プレイが可能。
メインプレイヤーキャラはケイン。カバー（遮蔽物に張り付き身を潜める）やブラインド・ファイヤ（遮蔽物から銃だけを出して射撃する）、ラペリングなどのアクションが行える。
また、仲間への指示（指定場所への移動や待機、追従、指定標的への攻撃、武器装備等）を併用し戦略的に戦うことも可能である。
日本語版は全ての台詞が有名声優による日本語吹き替えとなっているが、吹き替えによる音声と字幕が合っていない、さらに字幕が遅れて表示されるなどの不具合も確認されている。英語音声でのプレイも可能。また、日本版は一般人を攻撃することが出来なくなっている。

## キャラクター
ケイン / アダム・マークス（Kane / Adam Marcus）
声：内田直哉
本作の主人公。元々はコンサルタントの仕事をして生計を立てていたが、14年前に拳銃の暴発事故があって、その時に息子を亡くす。その責任は彼にあるとし、妻は娘のジェニーを連れて彼の前から失踪。全てを失った彼は、闇の傭兵組織 "The 7" の一員として迎えられるが、そこでの失敗で組織は崩壊。生き延びたケインはインターポールに逮捕され、ベネズエラでの市民虐殺の罪で死刑宣告を受ける。
リンチ（Lynch）
声：麦人
精神的な障害を持っており、常に薬を飲んでいる死刑囚。精神的にかなり不安定であるため、たびたび自分でも理解できないような行動をとる。彼は妻の殺害容疑で死刑宣告を受けているが、本人は事件当日のことは記憶に無く、無実であると主張し続けている。
ジェニー・マークス（Jenny Marcus）
声：木下紗華
ケインの娘。事情が事情であるため、母と共に父ケインのことを憎んでいる。
ヨーコ（Yoko）
声：世戸さおり
レトモトの娘。
レトモト（Retomoto）

カルロス（Carlos）
声：天田益男

シェリー（Shelly）
声：ふくまつ進紗

リフィック（Rific）
声：青山穣

## フラジール アライアンス
協力と裏切りを演じる、本作特有の対戦ゲーム。
このモードにおいて、各プレイヤーは強盗となり、AIが操作する警備員を排除しつつ、マップ上に配置された金品を奪って逃走するのが目的である。報酬はラウンド中に逃走できたプレイヤー全員で山分けとなるため、普通に活躍しても勝てるわけではない。
そこで、他の強盗（プレイヤー）を殺すことで、裏切り者となることができる。裏切り者は逃走時に持っていた金品が全て自分のものとなるため、多くの金品を持っているほど旨味が多い。但し、裏切り者は名前がオレンジ色で表示されるようになり、裏切り者を殺したプレイヤーには報酬が与えられる。つまり何時誰かが裏切るかもしれない名前のとおり『壊れやすい同盟』が趣旨のマルチプレイである。
死んだプレイヤーは各ラウンド1回だけ、警備員としてリスポーンする。警備員は強盗が落とした金品を回収することで、1/10の報酬を獲得できる。